# Goila
Goila (Goila), település Romániában, a Partiumban, Bihar megyében, Biharkaba mellett.

## Története
Goila korábban Biharkaba része volt. 1956-ban vált külön településsé 253 lakossal.
A 2002-es népszámláláskor 203 román lakosa volt.

## Nevezetesség
- 18. századi ortodox fatemplom[1]